# Bravničar
Bravničar je redkejši priimek v Sloveniji, ki ga je po podatkih Statističnega urada Republike Slovenije na dan 1. januarja 2010 uporabljo 13 oseb in je med vsemi priimki po pogostosti uporabe uvrščen na 16.346. mesto.

## Znani nosilci priimka
- Aleš Bravničar (*1975),  fotograf
- Dejan Bravničar (1937—2018), violinist, profesor AG
- Dušan Bravničar - Veljko (1919—2004), partizan prvoborec, politični delavec, muzealec
- Dušan Bravničar (*1954), strokovnjak za ribištvo in ribogojstvo
- Gizela Bravničar (1908—1990), baletna plesalka in pedagoginja
- Igor M. Bravničar (*1961), pianist in slikar
- Jernej Bravničar, biolog, ihtiolog
- Matija Bravničar (1897—1977), skladatelj, profesor AG, akademik
- Mirjam Bravničar Lasan (*1946), kineziologinja, fiziologinja športa
- Veljko Bravničar (*1954), komercialni slikar, pivovar